# Persona de referencia
La persona de referencia es un modelo para el cual se seleccionaron valores "típicos".
El "hombre de referencia" se define como una persona entre 20 y 30 años, que pesa 70 kg, mide 170 cm de altura y vive en un clima templado (de 10 a 20 °C). Además es caucásico y sus hábitos y costumbres son los típicos de Europa occidental o de Norteamérica.
Aunque verdaderamente muy pocos individuos de cualquier población entrarían en esta definición (o en cualquier otra), el concepto proporciona una base importante para la dosimetría interna.
También existen datos de referencia para una mujer adulta, para niños y para bebes. Al aplicarlo a una situación práctica se pueden realizar ajustes para las diferencias individuales.
- Datos: Q6072949